# سفارت روسیه در اسلو
سفارت روسیه در اسلو (به لاتین: Embassy of Russia) یک میراث فرهنگی و سفارت در نروژ است که در Oslo municipality واقع شده‌است.